# Elisabetta Canalis

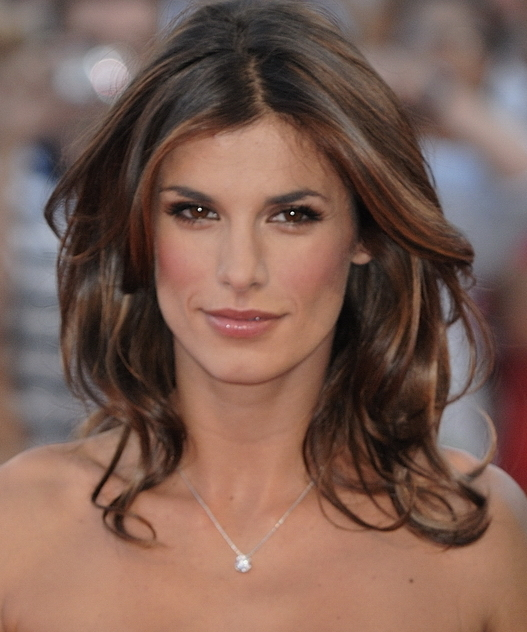
Elisabetta Canalis 2009.

Elisabetta Canalis, född 12 september 1978 i Sassari, Sardinien, är en italiensk skådespelerska. Hon har medverkat i filmer som Deuce Bigalow: European Gigolo och Virgin Territory. Hon har även medverkat i serier som Leverage på TNT och varit gäst på Ellen DeGeneres Show. Hon deltog i Dancing with the Stars under dess trettonde säsong.
Hon har tidigare varit i en två år lång relation med skådespelaren George Clooney.

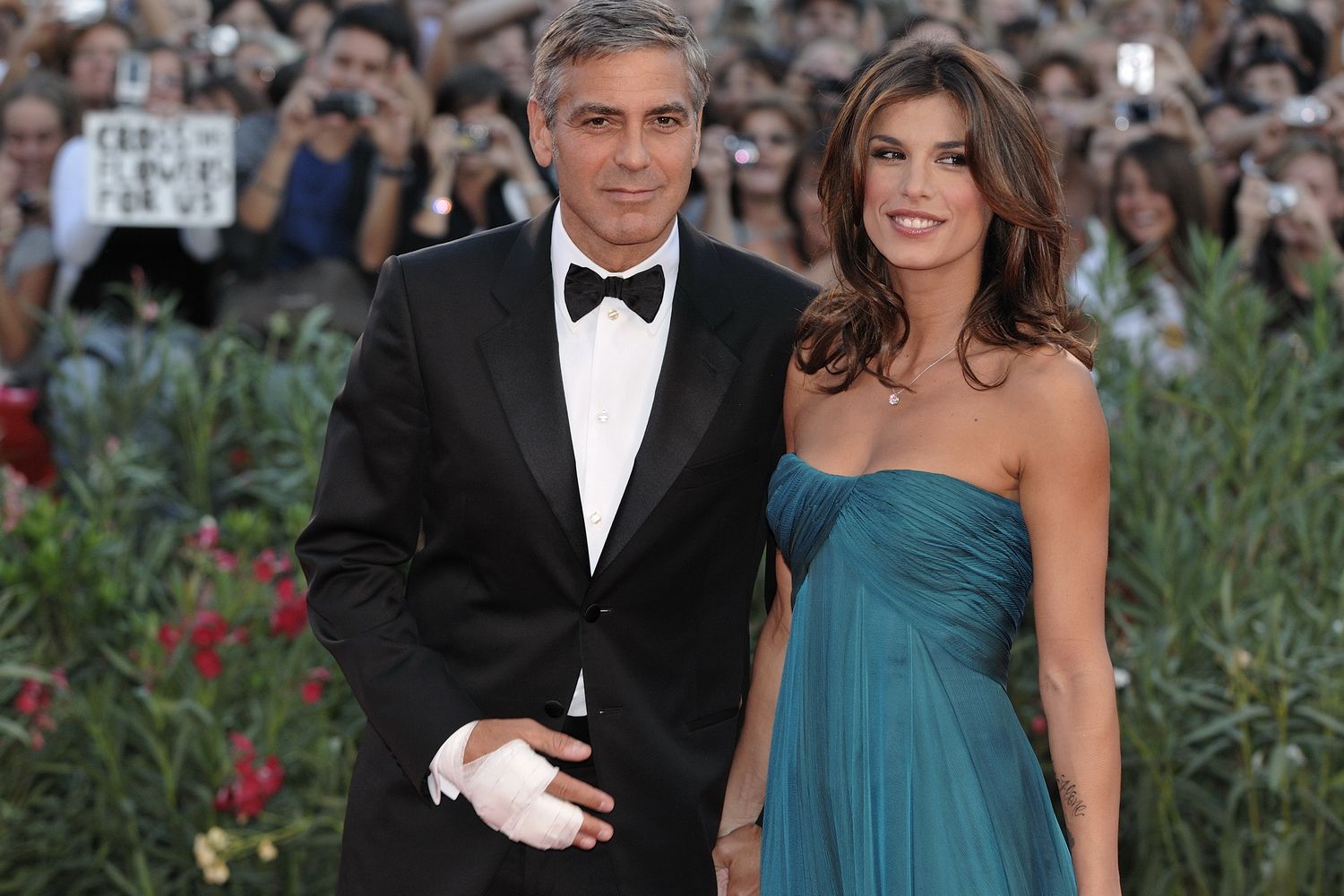
Elisabetta Canalis och George Clooney vid filmfestivalen i Venedig 2009.